# Identité trigonométrique pythagoricienne
L'identité trigonométrique pythagoricienne exprime le théorème de Pythagore en termes de fonctions trigonométriques. Avec les formules de somme d'angles, c'est l'une des relations fondamentales entre les fonctions sinus et cosinus. Cette relation entre le sinus et le cosinus est parfois appelée l'identité trigonométrique fondamentale de Pythagore.
Cette identité trigonométrique est donnée par la formule : 
{\displaystyle \sin ^{2}\theta +\cos ^{2}\theta =1}, où {\displaystyle \sin ^{2}\theta } signifie {\displaystyle (\sin \theta )^{2}}.
Si la longueur de l'hypoténuse d'un triangle rectangle est égale à 1, alors la longueur de l'un des deux côtés est le sinus de l'angle opposé et est également le cosinus de l'angle aigu adjacent. Par conséquent, cette identité trigonométrique découle du théorème de Pythagore.

## Preuve basée sur les triangles rectangles

Triangles rectangles semblables montrant le sinus et le cosinus de l'angle θ.

Tous les triangles semblables ont la propriété que si nous sélectionnons le même angle dans chacun d'eux, le rapport des deux côtés définissant l'angle est le même quel que soit le triangle semblable choisi, indépendamment de sa taille réelle : les rapports dépendent des trois angles, pas les longueurs des côtés. Ainsi, le rapport de son côté horizontal à son hypoténuse est le même, à savoir cos θ.
Les définitions élémentaires des fonctions sinus et cosinus en termes de côtés d'un triangle rectangle sont :
{\displaystyle \sin \theta ={\frac {\rm {oppos{\acute {e}}}}{\rm {hypot{\acute {e}}nuse}}}={\frac {b}{c}}}
{\displaystyle \cos \theta ={\frac {\rm {adjacent}}{\rm {hypot{\acute {e}}nuse}}}={\frac {a}{c}}}
L'identité pythagoricienne suit en mettant au carré les deux définitions ci-dessus, et en les additionnant, le côté gauche de l'identité devient alors
{\displaystyle {\frac {\rm {{oppos{\acute {e}}}^{2}+{\rm {{adjacent}^{2}}}}}{\rm {{hypot{\acute {e}}nuse}^{2}}}}}
qui, par le théorème de Pythagore, est égal à 1. Cette définition est valable pour tous les angles, en raison de la définition de définition x = cos θ et y = sin θ pour le cercle unité, ainsi x = c cos θ et y = c sin θ pour un cercle de rayon c, avec {\displaystyle x=a} et {\displaystyle y=b}.
On peut aussi utiliser les identités de symétrie trigonométrique, et les changements et la périodicité. Par les identités de périodicité on peut dire que si la formule est vraie pour -π < θ ≤ π alors elle est vraie pour tout θ réel. Ensuite, nous prouvons l'encadrement π/2 < θ ≤ π, pour ce faire, nous posons t = θ - π/2 de sorte que t est maintenant dans l'intervalle 0 < t ≤ π/2. Nous pouvons alors dire que :
{\displaystyle \sin ^{2}\theta +\cos ^{2}\theta =\sin ^{2}\left(t+{\frac {1}{2}}\pi \right)+\cos ^{2}\left(t+{\frac {1}{2}}\pi \right)=\cos ^{2}t+\sin ^{2}t=1.}
Il ne reste plus qu'à le prouver pour −π < θ < 0. Cela peut être fait en mettant au carré les identités de symétrie pour obtenir
{\displaystyle \sin ^{2}\theta =\sin ^{2}(-\theta ){\text{ et }}\cos ^{2}\theta =\cos ^{2}(-\theta ).}

### Identités associées
Les identités
{\displaystyle 1+\tan ^{2}\theta =\sec ^{2}\theta }
et
{\displaystyle 1+\cot ^{2}\theta =\csc ^{2}\theta }

Des triangles rectangles semblables illustrant les fonctions trigonométriques tangentes et sécantes.

sont également appelées identités trigonométriques pythagoriciennes. Si un côté d'un triangle rectangle est de longueur 1, alors la tangente de l'angle adjacent à ce côté est la longueur de l'autre côté, et la sécante de l'angle est la longueur de l'hypoténuse.
{\displaystyle \tan \theta ={\frac {b}{a}}\ ,}
et
{\displaystyle \sec \theta ={\frac {c}{a}}\ .}
De cette manière, cette identité trigonométrique impliquant la tangente et la sécante découle du théorème de Pythagore. Les identités trigonométriques impliquant la cotangente et la cosécante découle également du théorème de Pythagore.
Le tableau suivant donne les identités avec le facteur ou le diviseur qui les relie à l'identité principale.
| Identité originale                                  | Diviseur                         | Identité divisée | Identité dérivée                                    |
| --------------------------------------------------- | -------------------------------- | --- | --------------------------------------------------- |
| {\displaystyle \sin ^{2}\theta +\cos ^{2}\theta =1} | {\displaystyle \cos ^{2}\theta } | {\displaystyle {\frac {\sin ^{2}\theta }{\cos ^{2}\theta }}+{\frac {\cos ^{2}\theta }{\cos ^{2}\theta }}={\frac {1}{\cos ^{2}\theta }}} | {\displaystyle \tan ^{2}\theta +1=\sec ^{2}\theta } |
| {\displaystyle \sin ^{2}\theta +\cos ^{2}\theta =1} | {\displaystyle \sin ^{2}\theta } | {\displaystyle {\frac {\sin ^{2}\theta }{\sin ^{2}\theta }}+{\frac {\cos ^{2}\theta }{\sin ^{2}\theta }}={\frac {1}{\sin ^{2}\theta }}} | {\displaystyle 1+\cot ^{2}\theta =\csc ^{2}\theta } |

## Preuve utilisant le cercle unité

Point P(x,y), sur le cercle de rayon 1.

Fonction sinus sur le cercle unité, (en haut) et son graphique (en bas)

Le cercle unité centré à l'origine du plan euclidien est défini par l'équation:
{\displaystyle x^{2}+y^{2}=1.}
Soit un angle θ, il y a un unique point {\displaystyle P} sur le cercle unitaire par rapport à l'axe des abscisses, et les coordonnées {\displaystyle x} et {\displaystyle y} de {\displaystyle P} sont:
{\displaystyle x=\cos \theta \ {\rm {{et}\ y=\sin \theta \ .}}}
Par conséquent, on en déduit,
{\displaystyle \cos ^{2}\theta +\sin ^{2}\theta =1\ ,}
l'identité pythagoricienne. Puisque les axes sont perpendiculaires, cette identité de Pythagore est en fait équivalente au théorème de Pythagore pour les triangles ayant une longueur d'hypoténuse égale à 1.

## Preuve utilisant les séries entières

### Version réelle
Les fonctions trigonométriques peuvent également être définies en utilisant des séries entières, à savoir (pour {\displaystyle x} en radians),:
{\displaystyle {\begin{aligned}\sin x&=\sum _{n=0}^{\infty }{\frac {(-1)^{n}}{(2n+1)!}}x^{2n+1},\\\cos x&=\sum _{n=0}^{\infty }{\frac {(-1)^{n}}{(2n)!}}x^{2n}.\end{aligned}}}
En utilisant la formule du produit de Cauchy pour les séries, on obtient :
{\displaystyle {\begin{aligned}\sin ^{2}x&=\sum _{i=0}^{\infty }\sum _{j=0}^{\infty }{\frac {(-1)^{i}}{(2i+1)!}}{\frac {(-1)^{j}}{(2j+1)!}}x^{(2i+1)+(2j+1)}\\&=\sum _{n=1}^{\infty }\left(\sum _{i=0}^{n-1}{\frac {(-1)^{n-1}}{(2i+1)!(2(n-i-1)+1)!}}\right)x^{2n}\\&=\sum _{n=1}^{\infty }\left(\sum _{i=0}^{n-1}{2n \choose 2i+1}\right){\frac {(-1)^{n-1}}{(2n)!}}x^{2n},\\\cos ^{2}x&=\sum _{i=0}^{\infty }\sum _{j=0}^{\infty }{\frac {(-1)^{i}}{(2i)!}}{\frac {(-1)^{j}}{(2j)!}}x^{(2i)+(2j)}\\&=\sum _{n=0}^{\infty }\left(\sum _{i=0}^{n}{\frac {(-1)^{n}}{(2i)!(2(n-i))!}}\right)x^{2n}\\&=\sum _{n=0}^{\infty }\left(\sum _{i=0}^{n}{2n \choose 2i}\right){\frac {(-1)^{n}}{(2n)!}}x^{2n}=1+\sum _{n=1}^{\infty }\left(\sum _{i=0}^{n}{2n \choose 2i}\right){\frac {(-1)^{n}}{(2n)!}}x^{2n}.\end{aligned}}}
Dans l'expression de sin2, {\displaystyle n} doit être supérieur ou égal à 1, tandis que dans l'expression de cos2, le coefficient constant est égal à 1. Les termes restants de leur somme sont
{\displaystyle \sum _{i=0}^{n}{2n \choose 2i}-\sum _{i=0}^{n-1}{2n \choose 2i+1}=\sum _{j=0}^{2n}(-1)^{j}{2n \choose j}=(1-1)^{2n}=0}
par la formule du binôme. Par conséquent,
{\displaystyle \sin ^{2}x+\cos ^{2}x=1\ ,}
qui est l'identité trigonométrique pythagoricienne.
Cette définition construit les fonctions sin et cos de manière rigoureuse et prouve qu'elles sont dérivables.

### Version complexe
La démonstration précédente se simplifie si l'on utilise l'exponentielle complexe : {\displaystyle \exp(z)=\sum _{n\geqslant 0}{\frac {z^{n}}{n!}}} ; il suffit de démontrer que {\displaystyle \exp(z)\exp(z')=\sum _{n\geqslant 0}{\frac {z^{n}}{n!}}\sum _{n\geqslant 0}{\frac {z'^{n}}{n!}}=\sum _{n\geqslant 0}\sum _{i+j=n}{\frac {z^{i}z^{j}}{i!j!}}=\sum _{n\geqslant 0}{\frac {1}{n!}}\sum _{i+j=n}{\frac {n!}{i!j!}}z^{i}z'^{j}=\sum _{n\geqslant 0}{\frac {(z+z')^{n}}{n!}}=\exp(z+z')}.
Alors : {\displaystyle \cos ^{2}x+\sin ^{2}x=|\cos x+i\sin x|^{2}=|\exp(ix)|^{2}=\exp(ix){\overline {\exp(ix)}}=\exp(ix)\exp(-ix)=\exp(ix-ix)=\exp(0)=1}.

## Preuve utilisant une étude de fonction
Soit f la fonction qui, à x, associe sin2 x + cos2 x. On note que, pour x = 0, la fonction f prend la valeur 1. Pour prouver l'identité, il suffit de prouver que f est constante, et pour cela, il suffit de vérifier que sa dérivée est nulle. Or :
{\displaystyle f'(x)=2\sin x\ \cos x+2\cos x\ (-\sin x)=0\,}
Donc {\displaystyle f(x)=1} pour tout x. L'identité pythagoricienne est ainsi établie.
Cette preuve de l'identité n'a aucun lien direct avec la démonstration d'Euclide du théorème de Pythagore.

## Preuve utilisant les formules trigonométriques
Elle a été proposée par Jason Zimba. 
{\displaystyle {\begin{aligned}\sin \alpha &=\sin(\beta -(\beta -\alpha ))=\sin \beta \cos(\beta -\alpha )-\cos \beta \sin(\beta -\alpha )\\&=\sin \beta (\cos \beta \cos \alpha +\sin \beta \sin \alpha )-\cos \beta (\sin \beta \cos \alpha -\cos \beta \sin \alpha )\\&=\sin \beta \cos \beta \cos \alpha +\sin ^{2}\beta \sin \alpha -\cos \beta \sin \beta \cos \alpha +\cos ^{2}\beta \sin \alpha \\&\Rightarrow \sin \alpha =\sin \alpha (\cos ^{2}\beta +\sin ^{2}\beta )\\&\Rightarrow \cos ^{2}\beta +\sin ^{2}\beta =1\end{aligned}}}
Il en déduit ensuite le théorème de Pythagore.